# NGC 7131
NGC 7131 ist eine linsenförmige Galaxie vom Hubble-Typ S0 im Sternbild Steinbock auf der Ekliptik. Sie ist schätzungsweise 247 Millionen Lichtjahre von der Milchstraße entfernt und hat einen Durchmesser von etwa 120.000 Lichtjahren. Vom Sonnensystem aus entfernt sich die Galaxie mit einer errechneten Radialgeschwindigkeit von näherungsweise 5.400 Kilometern pro Sekunde.
Die Typ-Ia-Supernova SN 1998co wurde hier beobachtet.
Im selben Himmelsareal befinden sich unter anderem die Galaxien PGC 67384, PGC 190046, PGC 942595, PGC 3950567.
Das Objekt wurde am 7. August 1864 von Albert Marth entdeckt.